# Murder Was the Case (ścieżka dźwiękowa)
Murder Was the Case – kompozycja zawierająca ścieżkę dźwiękową i krótki film, z roku 1994. 18 minutowy film został wyreżyserowany przez Dr. Dre i Fab Five Freddy. W roli głównej występuje raper - Snoop Dogg.
Album zadebiutował na 1. miejscu notowania Billboard 200 ze sprzedażą 329.000 egzemplarzy w pierwszym tygodniu. W następnym tygodniu pozostał na szczycie, ze sprzedażą 197.000 kopii i zyskując certyfikat złotej płyty. Ostatecznie ścieżka ta została zatwierdzona jako podwójna platyna ze sprzedażą ponad 2 milionów egzemplarzy.

## Lista utworów
| Nr | Tytuł                                       | Wykonawca                                         | Producent                    |
| -- | ------------------------------------------- | ------------------------------------------------- | ---------------------------- |
| 1  | "Murder Was the Case" (Remix)               | Snoop Dogg                                        | Dr. Dre                      |
| 2  | "Natural Born Killaz"                       | Dr. Dre; Ice Cube                                 | Dr. Dre; Sam Sneed           |
| 3  | "What Would You Do"                         | Tha Dogg Pound; Snoop Dogg                        | Daz Dillinger                |
| 4  | "21 Jumpstreet"                             | Snoop Dogg; Tray Deee                             | Daz Dillinger                |
| 5  | "One More Day"                              | Nate Dogg                                         | Daz Dillinger                |
| 6  | "Harvest for the World"                     | Jewell                                            | Dr. Dre                      |
| 7  | "Who Got Some Gangsta Shit?"                | Snoop Dogg; Tha Dogg Pound; Lil' C-Style; Swoop G | Soopafly                     |
| 8  | "Come When I Call"                          | Danny Boy                                         | DJ Quik                      |
| 9  | "U Better Recognize"                        | Sam Sneed; Dr. Dre                                | Sam Sneed; Dr. Dre           |
| 10 | "Come Up to My Room"                        | Jodeci; Tha Dogg Pound                            | Daz Dillinger; Devante Swing |
| 11 | "Woman to Woman"                            | Jewell                                            | DJ Quik; G-One               |
| 12 | "Dollaz + Sense"                            | DJ Quik                                           | DJ Quik                      |
| 13 | "The Eulogy"                                | Slip Capone; CPO                                  | Sam Man                      |
| 14 | "Horny"                                     | B-Rezell                                          | Kevin Lewis; Marc McWilliams |
| 15 | "Eastside-Westside" (Remix)                 | Young Soldierz                                    | Big Wy; Lil' Stretch         |
| 16 | "Hot One" (bonusowy utwór tylko na kasecie) | O.F.T.B.                                          | O.F.T.B.                     |

## Sample
21 Jumpstreet
- "Nobody Can Be You (But You)" - Steve Arrington

Who Got That Gangsta Shit"
- "P.S.K. What Does It Mean" - Schoolly D

Come When I Call
- "Let Me Love You" - Michael Henderson

Woman to Woman
- "Woman to Woman" - Shirley Brown

Dollaz & Sense
- "Dazz" - Brick

Eastside-Westside
- "Dazz" - Brick